# Lai Vu, Sơn Đông

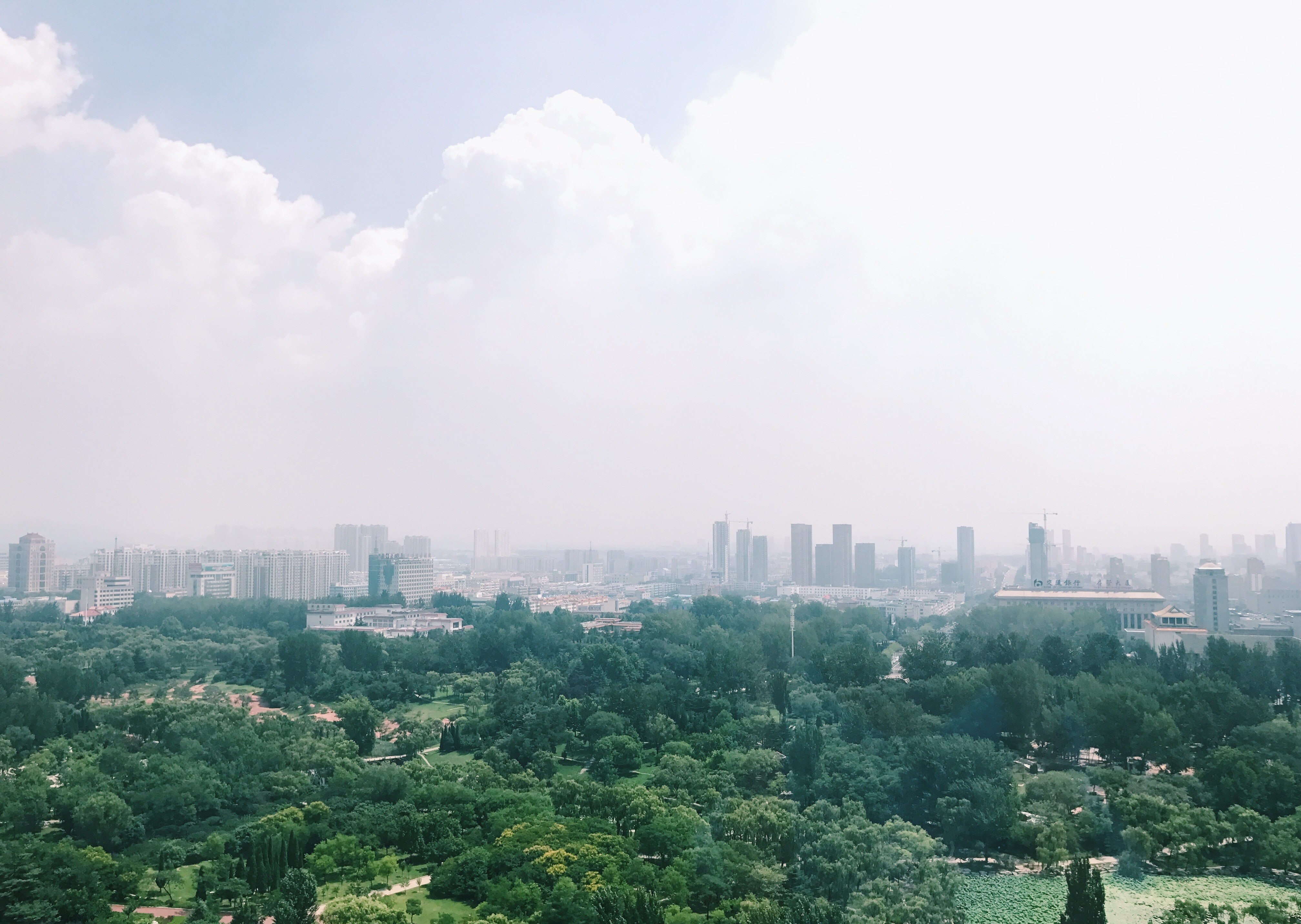
Lai Vu

Lai Vu (tiếng Trung: (phồn thể: 萊蕪市; giản thể: 莱芜市; bính âm: Láiwú Shì, Hán-Việt: Lai Vu thị) là một địa cấp thị không còn tồn tại của tỉnh Sơn Đông, Trung Quốc.
Năm 685 TCN, quân Lỗ (Lỗ Trang Công) đánh bại quân Tề (Tề Hoàn công) tại Trường Thược, đông bắc Lai Vu ngày nay.
Ngày 9/1/2019, địa cấp thị Lai Vu giải thể, toàn bộ 2 quận Lai Thành và Cương Thành của Lai Vu sáp nhập vào thành phố Tế Nam lân cận.

## Hành chính
Địa cấp thị Lai Vu quản lý 2 đơn vị cấp huyện, cả hai đều là quận nội thành.
- Khu Lai Thành (莱城区)
- Khu Cương Thành (钢城区)

Các đơn vị này được chia ra 19 Đơn vị cấp hương, bao gồm 14 trấn, 1 hương và 4 nhai đạo.